# レオポルト・ペツネック
レオポルド・ペツネック(独: Leopold Petznek、1881年6月30日-1956年7月27日)は、オーストリアニーダーエスターライヒ州出身の社会民主主義の政治家。オーストリア皇女エリーザベトとの関係で知られる。

## 前半生
レオポルド・ペツネックはフランツ・ペツネックと彼の妻マリア・ラッケマイヤーの息子としてブルック・アン・デア・レイタで生まれた。両親の早期死亡後、彼はメドリングのハイトル孤児院で育った。彼は1900年から1911年まで小学校教師、1911年から1930年まで市民学校の教師として働いていた。

## エリーザベトとの出会い
1921年、当時、亡きルドルフ皇太子の一人娘であったエリーザベトはオットー・ツー・ヴィンディシュ＝グレーツ侯爵と離婚し、法廷は子供全員の親権をオットーに与えたため、離婚調停後、エリーザベトの元に警察が来て子供の引き渡しを求めたが、子供を取り上げられることに同情したレオポルド率いるオーストリア社会民主党の運動員たちが阻止した。これをきっかけに、レオポルトは、エリーザベトとの同居が始まり、またエリーザベトは社会民主党に入党して世間を驚かせた。エリーザベトは世間から「赤い皇女」と呼ばれた。

## 政治家として
ペツネックは1921年から1934年までニーダーエスターライヒ州議会議員を、1927年から1934年までニーダーエスターライヒ州議会議長を務めた。

## オーストリア併合後
1938年、アドルフ・ヒトラーによってオーストリアがドイツに併合された後、1944年8月22日にペツネックは逮捕され、ダッハウ強制収容所に送られるが、1945年6月に解放されてエリーザベトの元へ戻った。エリーザベトは第二次世界大戦中、ウィーンで亡命者の援助などをしていた。1948年にエリーザベトはオットー・ヴィンディッシュ＝グレーツと正式に離婚し、ペツネックと再婚した。

## 戦後
戦後の1945年12月23日、ペツネックはオーストリア会計検査院長に選出され、1947年2月23日まで務める。
その後引退したペツネックは1956年に亡くなり、ヒュッテルドルフ墓地に埋葬された。また、その7年後に亡くなったエリーザベトも隣に埋葬された。

## 関連リンク
- オーストリア議会のウェブサイト上でのペツネック
- チェコのサイト上でのペツネック
- オーストリア会計検査院のサイト上のペツネック